# Žovneško jezero
Žovneško jezero je umetno zajezeno akumulacijsko jezero, ki se nahaja v občini Braslovče. Nastalo je leta 1978 s postavitvijo 73.000 kubčinih metrov obsegajoče zemeljske pregrade Trnava preko potoka Trnavca. Površina jezera je 49 ha, povprečna globina jezera pa 7 m. V prvi vrsti je bilo načrtovano zaradi poplavne varnosti. Služi tudi kot vir namakalne vode in gojišče rib. 
Na griču nad jezerom stoji grad Žovnek. 